# Jjigae
Jjigae (hangul: 찌개) é um estufado, mais espessa e salgada que as sopas acima referidas e normalmente um ingrediente principal dá nome a este prato. Existem muitas variedades; normalmente são feitos com carne, frutos do mar ou vegetais em caldo temperado com gochujang (pasta de pimenta vermelha), doenjang (pasta de soja), ganjang (molho de soja) ou saeu-jeot (camarão salgado e fermentado). Jjigae é frequentemente servido como prato comunitário.
As refeições coreanas geralmente incluem jjigae ou guk. Durante a dinastia Joseon, era conhecido como jochi, e duas variedades sempre estariam presentes no surasang do rei (cozinha real).
Os tipos de jjigae são frequentemente nomeados de acordo com seus ingredientes principais, como saengseon jjigae feito de peixe ou dubu jjigae (hangul: 두부찌개; lit. tofu jjigae). Às vezes, eles também são nomeados de acordo com seu caldo e temperos, por exemplo o doenjang-jjigae.